# Rodrigo Vasconcelos Oliveira
Rodrigo Vasconcelos Oliveira (* 11. Februar 1992 in Ituiutaba) ist ein brasilianischer Fußballspieler. Er spielt auf der Position eines defensiven Mittelfeldspielers.

## Karriere
Rodrigo erhielt seine fußballerische Ausbildung beim Goiás EC. Bei Goiás gelang ihm 2014 der Sprung in den Profikader. Er blieb hier, bis auf Ausnahme von einer kurze Leihe 2012 an den AA Aparecidense, bis 2016. Für Aparecidense bestritt er sein erstes Profispiel. In der Série D trat der Klub am 24. Juni 2012 gegen den Ceilândia EC an. In der Partie stand er in der Anfangsformation. In der Liga folgten noch vier weitere Spiele für ihn. Danach kehrte er zu Goiás zurück. Hier kam er in der obersten Spielklasse Brasiliens zu seinem ersten Einsatz für den Klub. Am fünften Spieltag der Série A 2014, am 14. Mai daheim gegen den Botafogo FR, wurde Rodrigo in der 78. Minute für Ramon eingewechselt. Auch auf internationaler Klubebene stand er mit Goías erstmals auf dem Platz. In der 2. Runde der Copa Sudamericana 2014 wurde er am 3. September im Rückspiel gegen den Fluminense FC in der 63. Minute für Valmir Lucas eingewechselt. In der Staatsmeisterschaft von Goiás 2015 erzielte der Spieler sein erstes Tor als Profi. Im Heimspiel gegen den Trindade AC am 31. Januar traf er in der 92. Minute zum 2:2-Endstand. In der sich anschließenden Série A 2015, erzielte Rodrigo seinen ersten Treffer in der Liga. Am 31. Mai, dem vierten Spieltag, empfing man den Grêmio FBPA. In der Auseinandersetzung traf er in der 52. Minute nach Vorlage von Wesley zum 1:1-Endstand.
Zum Saisonende im Dezember verließ Rodrigo Goiás. Er unterzeichnete beim Tombense FC. Dieser verlieh gleich zum Saisonstart 2016 an die SE Palmeiras nach São Paulo. Die Leihe wurde auf zwei Jahre befristet und enthielt eine Kaufoption zum Abschluss der Leihe. In dem Jahr kam er nur einem einzigen Spiel für den Klub. Für die Austragung der Staatsmeisterschaft von São Paulo  wurde er vom Klub nicht angemeldet. Am letzten Spieltag der Série A 2016 lief er einmal auf, zuvor hatte in der Liga vier Mal und im Copa do Brasil 2016 zwei Mal auf der Reservebank gesessen. Im Spiel beim EC Vitória wurde er in der 71. Minute für Cleiton Xavier eingewechselt. Im Anschluss verließ Rodrigo, mit dem Meistertitel in der Tasche, Palmeiras vorzeitig.
Im Februar 2017 wurde eine weitere Leihe Rodrigos offiziell. Er kam zu Sport Recife. Dieses Engagement wurde sein letztes bei einem Klub aus der Série A. In der Folge wurde bis 2019 an andere Klubs aus der Série B oder Série C ausgeliehen. Ab 2020 trat Rodrigo ausschließlich für Tombense an, welcher im Dezember 2021 seinen Kontrakt um ein Jahr verlängerte. Für 2023 kam es dann wieder zu einem Leihgeschäft. Er kam zum Brusque FC. Hier sollte er bis zum Ende der Série C 2023 bleiben.
Im November 2023 wurde dann seine Verpflichtung durch den Botafogo FC (SP) für 2024 bekannt. Der Kontrakt enthielt eine Klausel, das Rodrigo den Klub verlassen könne, falls er ein Angebot eines höherklassigen Klubs erhalten würde. Dieses kam Mitte April 2024 zutragen, nachdem Rodrigo ein Angebot des Ituano FC, einem Ligakonkurrenten von Botafogo in der Série B 2024 erhielt. Am Ende der Meisterschaft belegte der Klub den 18. Platz und Série C absteigen. Rodrigo wechselte zum Saisonstart 2025 zum Figueirense FC.

## Erfolge
Goiás
- Staatsmeisterschaft von Goiás: 2015

Palmeiras
- Campeonato Brasileiro de Futebol: 2016

Sport Recife
- Staatsmeisterschaft von Pernambuco: 2017

Brusque
- Recopa Catarinense: 2023